# Větrušice
Větrušice jsou obec v okrese Praha-východ ve Středočeském kraji. Rozkládá se asi třináct kilometrů severně od centra Prahy. Žije zde 707 obyvatel.
Obec leží na východním (pravém) břehu Vltavy nad srázem svažujícím se k údolí řeky. Severně od obce leží národní přírodní rezervace Větrušické rokle.

## Historie
První písemná zmínka o obci pochází z roku 1316.

## Obyvatelstvo
| Rok            | 1869 | 1880 | 1890 | 1900 | 1910 | 1921 | 1930 | 1950 | 1961 | 1970 | 1980 | 1991 | 2001 | 2011 | 2021 |
| -------------- | ---- | ---- | ---- | ---- | ---- | ---- | ---- | ---- | ---- | ---- | ---- | ---- | ---- | ---- | ---- |
| Počet obyvatel | 164  | 188  | 223  | 258  | 397  | 397  | 449  | 369  | 359  | 318  | 358  | 332  | 372  | 507  | 645  |
| Počet domů     | 27   | 29   | 31   | 40   | 61   | 67   | 89   | 103  | 104  | 97   | 98   | 116  | 117  | 156  | 208  |

## Obecní správa

### Územněsprávní začlenění
Dějiny územněsprávního začleňování zahrnují období od roku 1850 do současnosti. V chronologickém přehledu je uvedena územně administrativní příslušnost obce v roce, kdy ke změně došlo:
- 1850 země česká, kraj Praha, politický i soudní okres Karlín, město Klecany[6]
- 1855 země česká, kraj Praha, soudní okres Karlín, město Klecany[6]
- 1868 země česká, politický i soudní okres Karlín, město Klecany[6]
- 1888 země česká, politický i soudní okres Karlín[7]
- 1927 země česká, politický okres Praha-venkov, soudní okres Karlín[8]
- 1929 země česká, politický okres Praha-venkov, soudní okres Praha-sever[9]
- 1939 země česká, Oberlandrat Praha, politický okres Praha-venkov, soudní okres Praha-sever[10]
- 1942 země česká, Oberlandrat Praha, politický okres Praha-venkov-sever, soudní okres Praha-sever[11]
- 1945 země česká, správní okres Praha-venkov-sever, soudní okres Praha-sever[12]
- 1949 Pražský kraj, okres Praha-sever[13]
- 1960 Středočeský kraj, okres Praha-východ[14]

### Obecní symboly
Znak a vlajka byly obci uděleny rozhodnutím předsedy Poslanecké sněmovny Parlamentu České republiky dne 13. listopadu 2002.

## Společnost
Ve vsi Větrušice (453 obyvatel) byly v roce 1932 evidovány tyto živnosti a obchody: družstvo pro rozvod elektrické energie ve Větrušicích, 2 hostince, kovář, 2 obuvníci, 3 řezníci, semenářství, 5 obchodů se smíšeným zbožím, trafika, velkostatek Zapotil.

## Doprava
Dopravní síť
- Pozemní komunikace – Obcí prochází silnice III. třídy. Ve vzdálenosti 2 km lze najet na dálnici D8 na exitu 1 (Zdiby), ve vzdálenosti 4,5 km vede silnice II/608 Praha-Libeň - Veltrusy - Straškov-Vodochody - Doksany - Terezín.
- Železnice – Železniční trať ani stanice na území obce nejsou. Nejbližší železniční zastávkou s přístupem po lávce přes Vltavu je Řež ve vzdálenosti 4 km ležící na trati 091 Praha - Kralupy nad Vltavou. Nejbližší železniční stanice dostupná po silnici jsou Kralupy nad Vltavou.

Veřejná doprava 2011
- Autobusová doprava – V obci měla zastávku příměstská autobusová linka Praha,Kobylisy - Odolena Voda (denně s mnoha spoji) (dopravce ČSAD Střední Čechy, a. s.).

## Fotogalerie

Větrušice
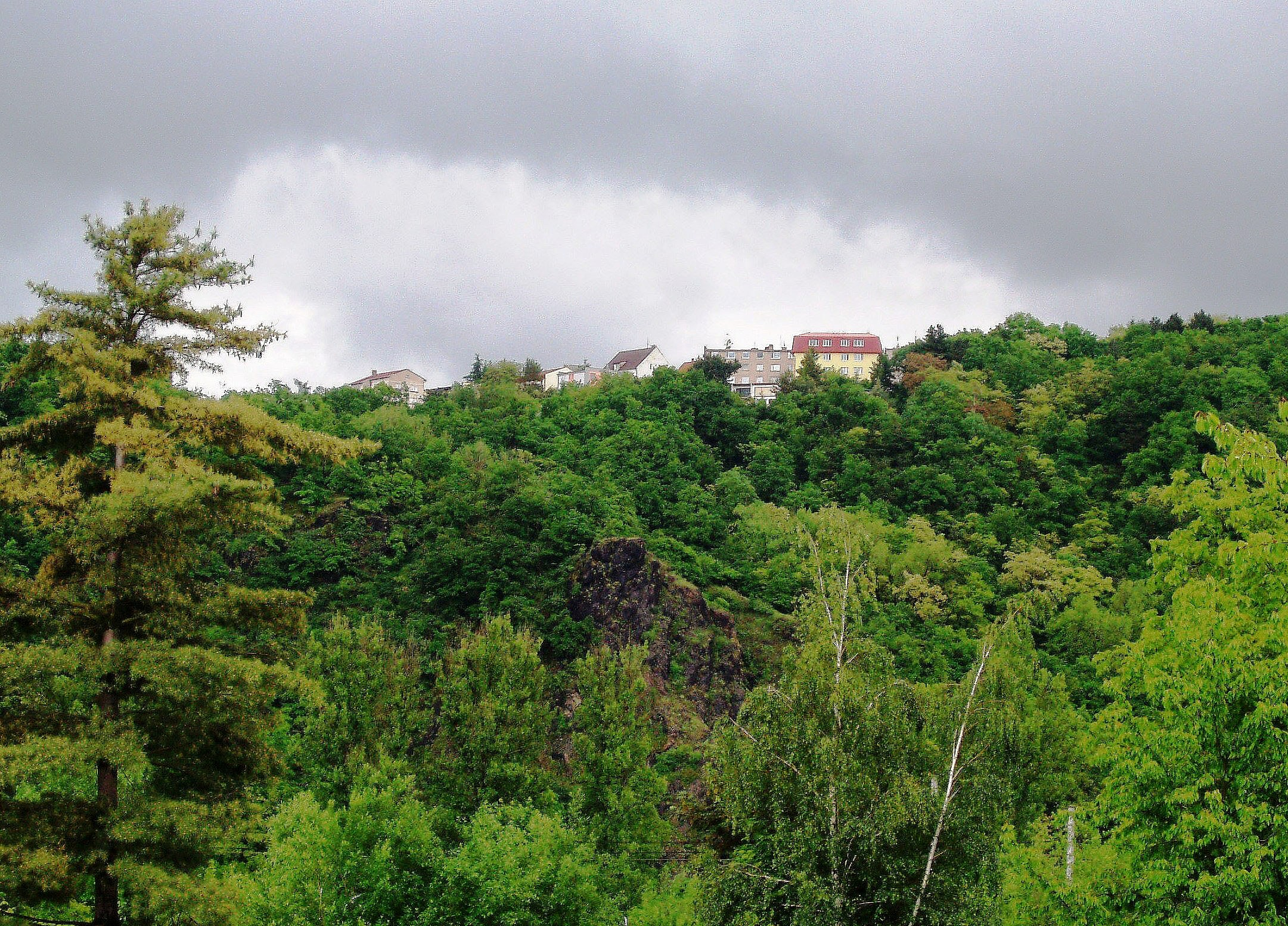
Větrušice - pohled z druhého břehu Vltavy
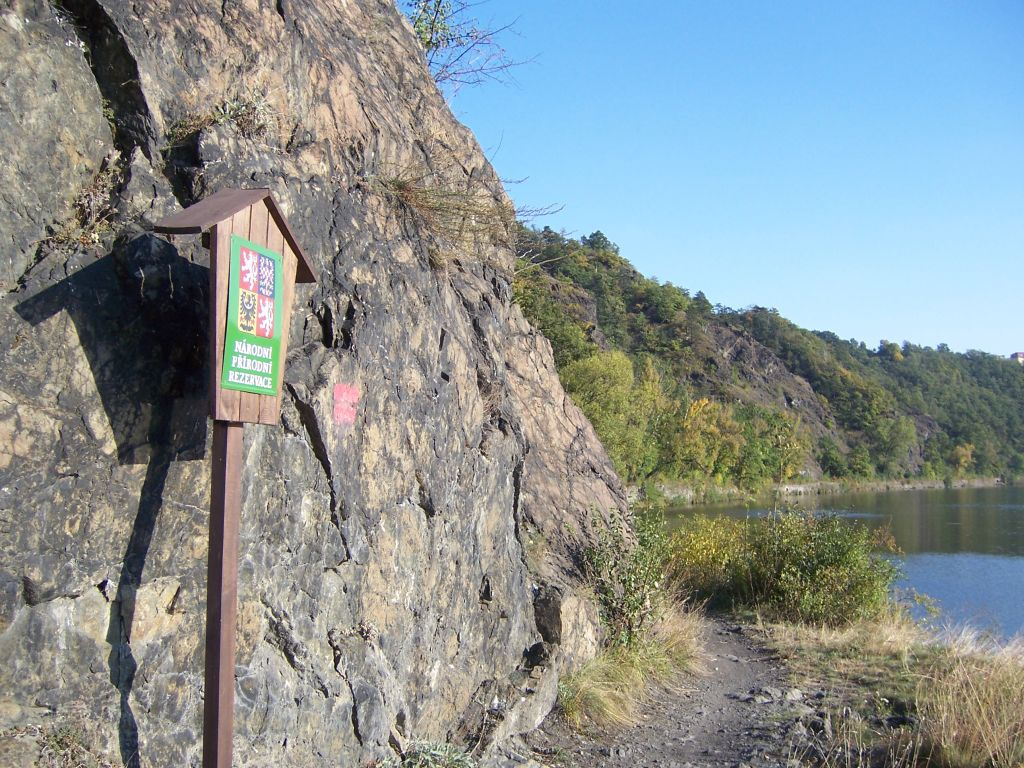
Okraj národní přírodní rezervace Větrušické rokle u Vltavy
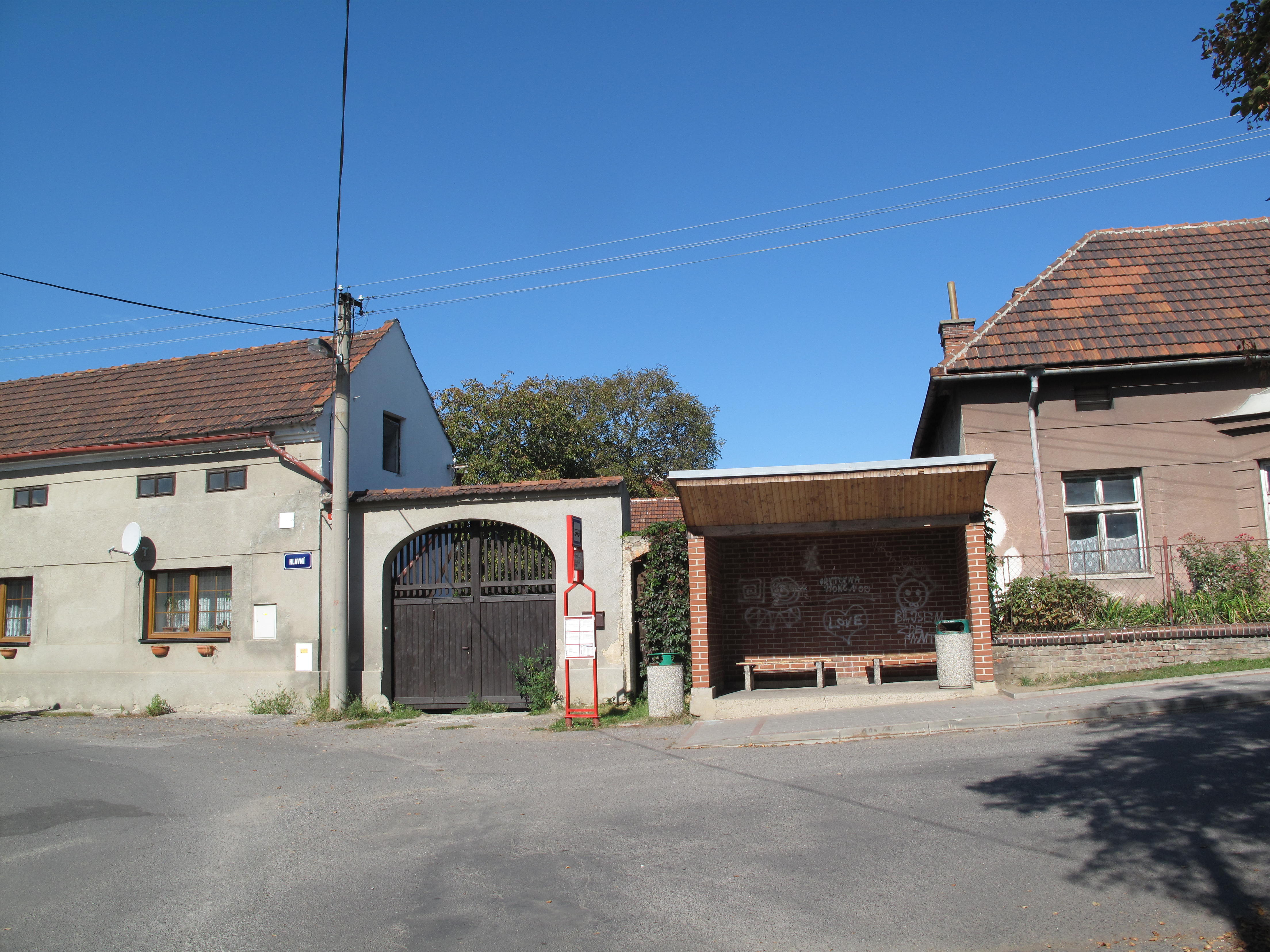
Autobusová zastávka
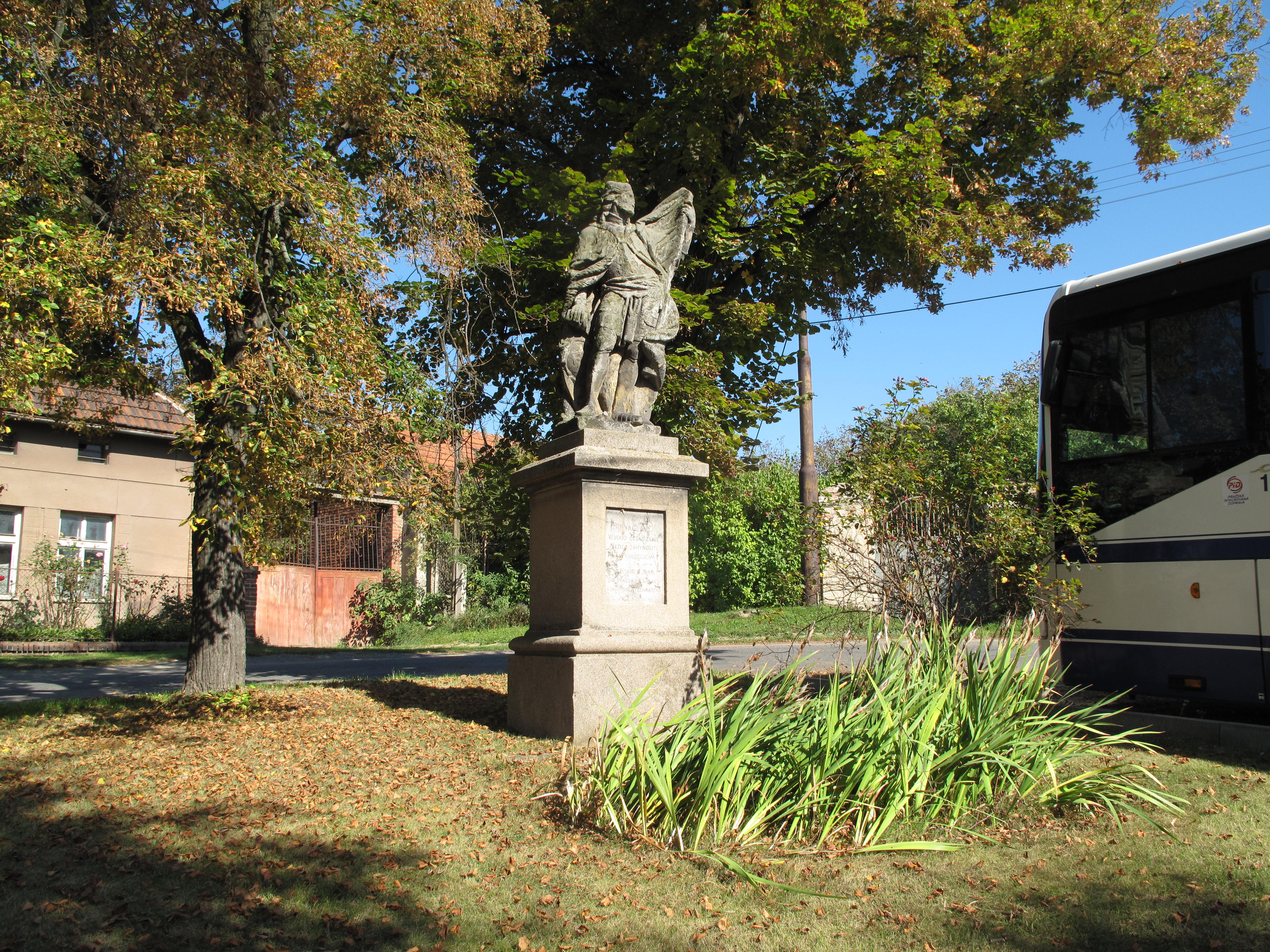
Socha sv.Václava
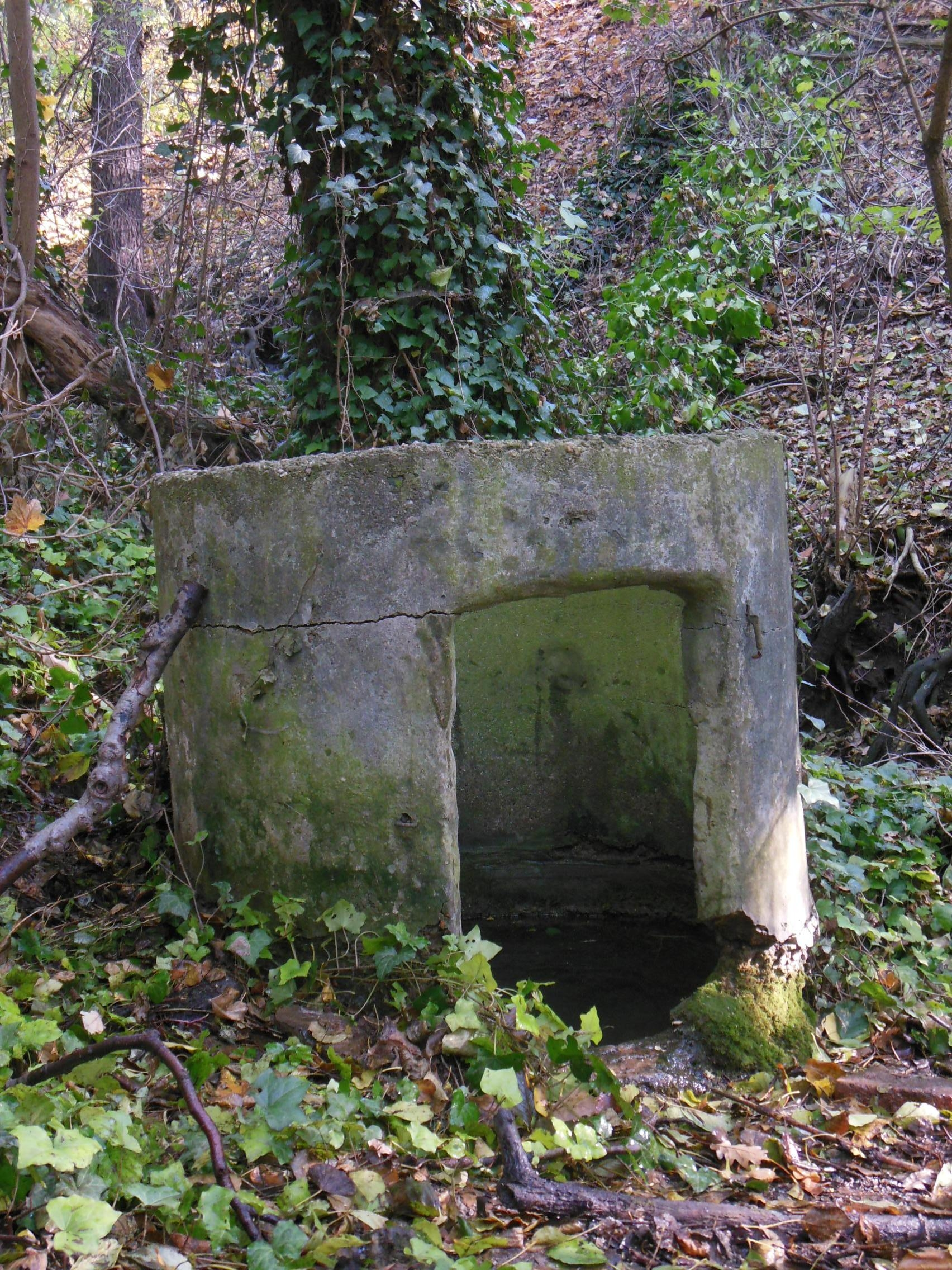
Studánka
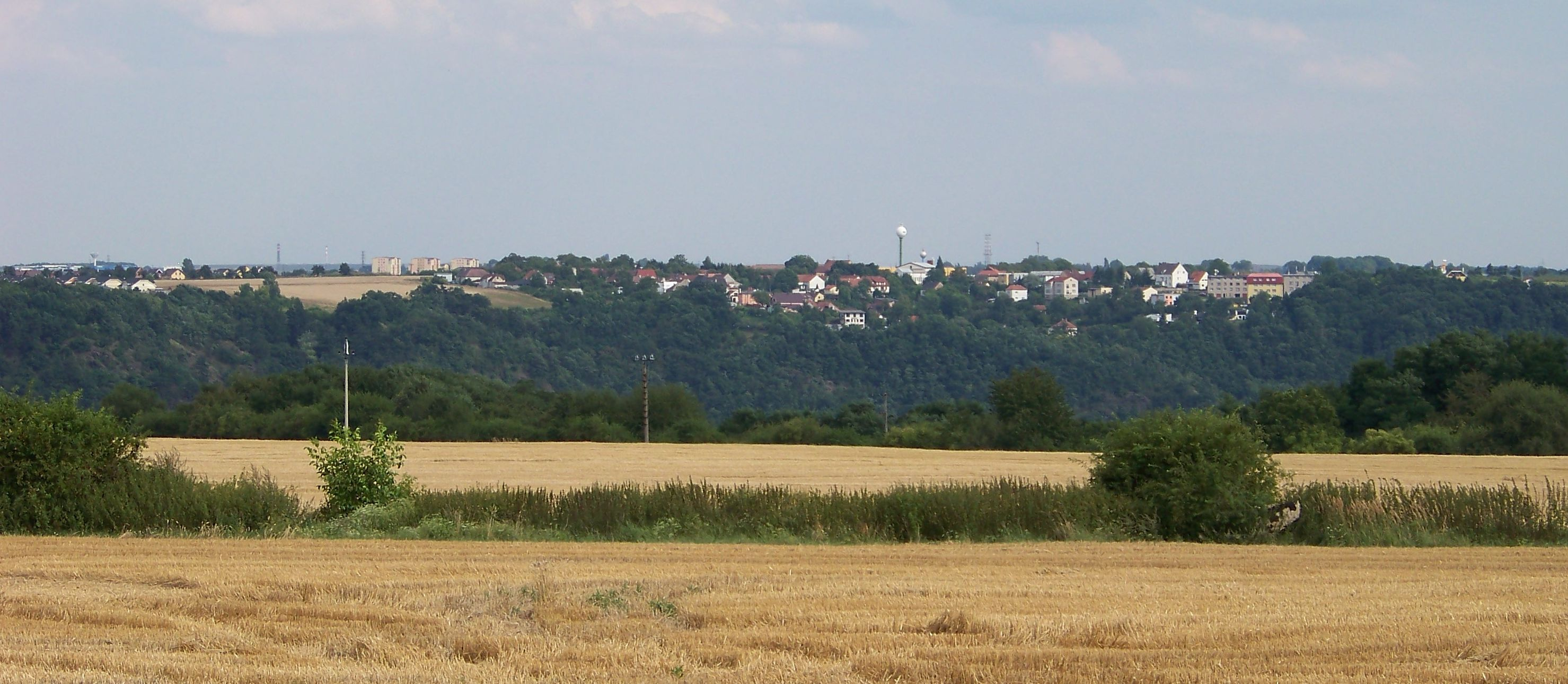
Vesnice z pole nad Libčicemi